# Kako (rijeka)
Kako je rijeka u Gvajani. Pritoka je rijeke Mazaruni i pripada porječju rijeke Essequibo.